# Marc Guiu
Marc Guiu Paz (* 4. Januar 2006 in Granollers) ist ein spanischer Fußballspieler.

## Karriere
Der Spieler trat 2013 der Fußballakademie La Masia des katalanischen Fußballvereins FC Barcelona bei. Zehn Jahre später trat er erstmals für die zweite Mannschaft an und am 22. Oktober 2023 für das Profiteam in der Primera División, der höchsten Liga des Landes. Im Heimspiel gegen Athletic Bilbao erzielte er 33 Sekunden nach seiner Einwechslung das Tor zum 1:0-Sieg.
Zur Saison 2024/25 wechselte Guiu in die Premier League zum FC Chelsea, bei dem er einen Vertrag bis zum 30. Juni 2029 mit der Option auf ein weiteres Jahr unterschrieb.
Nach nur drei kurzzeitigen Einsätzen in seiner ersten Saison lieh der AFC Sunderland Guiu für ein Jahr vom FC Chelsea aus.

## Titel und Auszeichnungen
FC Chelsea
- FIFA-Klub-Weltmeister: 2025
- Conference-League-Sieger: 2025